# Сенка пустиње
Сенка пустиње (енгл. The Shadow of the Desert), познат и под насловом Сенка истока (енгл. The Shadow of the East), амерички је црно-бели неми хорор филм из 1924. године, редитеља Џорџа Аршенбоа, са Френком Мејом и Милдред Харис у главним улогама. Рађен је по роману Сенка истока ауторке Едит Мауде Хал.
Филм је премијерно приказан 27. јануара 1924, а пошто до данас није сачувана ниједна копија, сматра се изгубљеним.

## Радња
Бери Крејвен је млади Енглез који живи у Индији. Он једнога дана среће своју некадашњу љубав, Џилијан Лок, која посећује Индију са својим оцем. Иако се поново заљубљује у њу, Бери је не може оженити пошто већ има своју венчану супругу, Лолер. Заслепљена љубомором, Лолер одлучује да извшри самоубиство, а Бери се враћа у Енглеску да ожени Џилијан. Међутим, за њим долази и његов слуга Кунвар, који на њега баца чини како би осетио грижу савести због смрти своје супруге...

## Улоге
| Глумац          | Улога          |
| --------------- | -------------- |
| Френк Мејо      | Бери Крејвен   |
| Милдред Харис   | Џилијан Лок    |
| Норман Кери     | Саид           |
| Бертрам Гразби  | Кунвар Синг    |
| Евелин Брент    | Лолер          |
| Едит Чапман     | Беси           |
| Јозеф Свинкард  | Џон Лок        |
| Лоример Џонстон | Питер Питерс   |
| Тој Галагер     | споредна улога |
| Шервуд Мерц     | споредна улога |